# Sif Ruud
Sif Einarsdotter Ruud (Stoccolma, 6 maggio 1916 – Stoccolma, 15 agosto 2011) è stata un'attrice svedese.

## Filmografia parziale
- La furia del peccato (Kvinna utan ansikte), regia di Gustaf Molander (1947)
- Città portuale (Hamnstad), regia di Ingmar Bergman (1948)
- Sete (Törst), regia di Ingmar Bergman (1949)
- Solo una madre (Bara en mor), regia di Alf Sjöberg (1949)
- Il posto delle fragole (Smultronstället), regia di Ingmar Bergman (1957)
- Il volto (Ansiktet), regia di Ingmar Bergman (1958)
- La dama in nero (Damen i svart), regia di Arne Mattsson
- Ljuvlig är sommarnatten, regia di Arne Mattsson (1961)
- Fadern, regia di Alf Sjöberg (1969)
- Corruzione in una famiglia svedese - Una manciata d'amore (En handfull kärlek), regia di Vilgot Sjöman (1974)
- L'immagine allo specchio (Ansikte mot ansikte), regia di Ingmar Bergman (1976)
- En vandring i solen, regia di Hans Dahlberg (1978)
- Barnens ö, regia di Kay Pollak (1980)
- Pensionat Oskar, regia di Susanne Bier (1995)

## Premi
- Guldbagge
  - 1979: "Migliore attrice" per En vandring i solen
  - 1996: "Migliore attrice non protagonista" per Stora och små män e Pensione Oskar